# Båtlänning

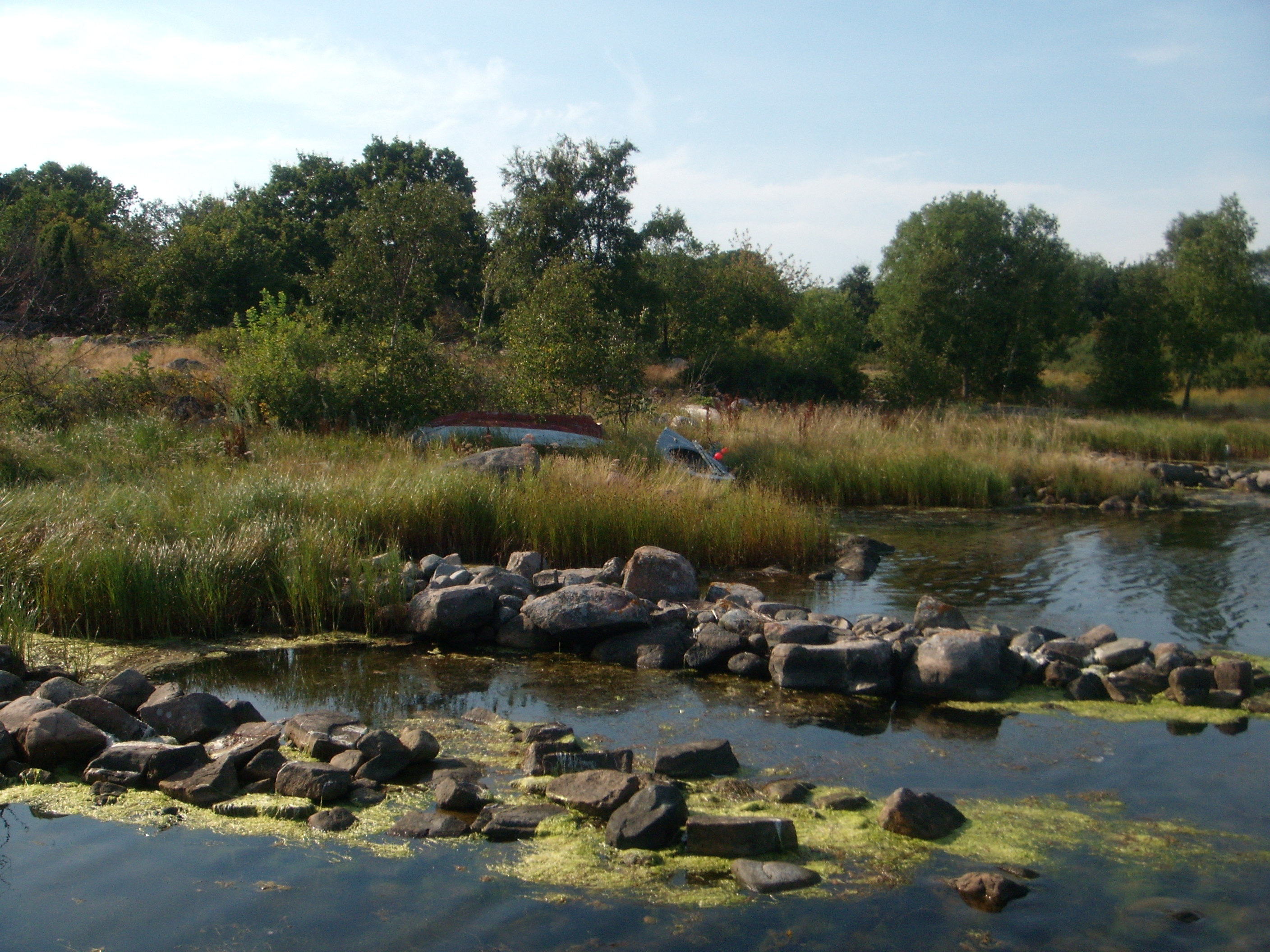
Kås av upplagd sten vid Sandhamn i Karlskrona kommun.

En båtlänning (av land, landning), eller kås i södra Sverige, är en förtöjnings- eller uppdragsplats för mindre båtar. Vid stränder består angöringsplatsen av en grävd ränna förstärkta av två parallella stenvallar lagda i en rät vinkel ut från stranden. Vid stränder som saknar lämplig sten används ofta grova stockar lagda i liknande vinkel. Även stolpar slås ned i botten för att förtöja båten eller båtarna.
Det vanliga ortnamnet Länna antas betyda att där i gångna tider funnits en båtlänning. Några kustsamhällen har namnet efter kås, till exempel Kåseberga, Abbekås.